# Eterna (Burgos)
Eterna es una localidad y una Entidad Local Menor situadas en la provincia de Burgos, comunidad autónoma de Castilla y León (España), comarca de Montes de Oca, partido judicial de Briviesca, ayuntamiento de Belorado.

## Geografía
En el centro de los Montes de Ayago, en la vertiente mediterránea de la sierra de la Demanda, valle del río Redecilla afluente del Tirón por su margen izquierda. Junto a las localidades de Avellanosa de Rioja, San Cristóbal del Monte y Espinosa del Monte. Está en el límite con La Rioja.

## Situación administrativa
En las elecciones locales de 2007 correspondientes a esta Entidad Local Menor concurrió sólo una candidatura: Matías Soto Ortiz (PSOE).

## Historia
Antiguo municipio de Castilla la Vieja en el Belorado código INE-09126 que en el censo de la matrícula catastral contaba con 12 hogares y 51 vecinos. Entre el censo de 1857 y el anterior, crece el término del municipio porque incorpora a Avellanosa de Rioja. Entre el censo de 1981 y el anterior, desaparece porque se integra en el municipio de Belorado.

## Parroquia

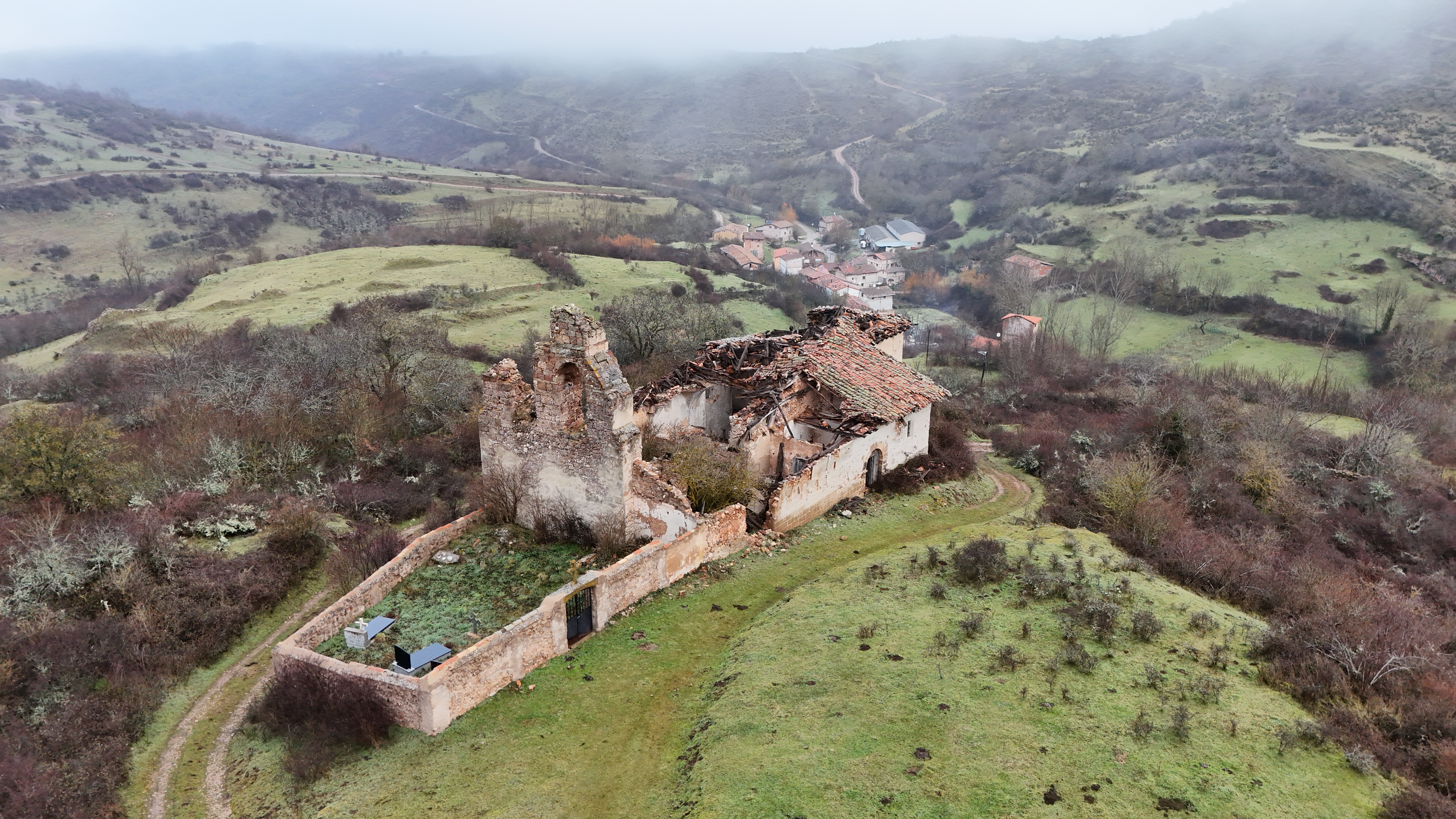
Iglesia de San Esteban

- Iglesia de San Esteban, dependiente de la parroquia de Belorado en el Arciprestazgo de Oca-Tirón, diócesis de Burgos.

## Demografía
| Gráfica de evolución demográfica de Eterna entre 1842 y 1970 |
| |
| Población de derecho según los censos de población del INE. Población de hecho según los censos de población del INE.Entre el censo de 1857 y el anterior, crece el término del municipio porque incorpora a Avellanosa de Rioja. Entre el censo de 1981 y el anterior, este municipio desaparece porque se integra en el municipio Belorado. |

| 1842 |  | 1857 |  | 1860 |  | 1877 |  | 1887 |  | 1897 |  | 1900 |  | 1910 |  | 1920 |  | 1930 |  | 1940 |  | 1950 |  | 1960 |  | 1970 |  | 2007 |
| ---- |  | ---- |  | ---- |  | ---- |  | ---- |  | ---- |  | ---- |  | ---- |  | ---- |  | ---- |  | ---- |  | ---- |  | ---- |  | ---- |  | ---- |
| 51   |  | 251  |  | 240  |  | 276  |  | 303  |  | 268  |  | 273  |  | 285  |  | 274  |  | 278  |  | 252  |  | 250  |  | 214  |  | 76   |  | 15   |